# Китайска зидарка
Китайската зидарка (Sitta villosa) е вид птица от семейство Зидаркови (Sittidae).

## Разпространение
Видът е разпространен в Китай, Русия и Северна Корея.